# Biografielijst Rj

## Rja
- Olga Rjabinkina (1976), Russisch atlete
- Nadezjda Rjasjkina (1967), Sovjet-Russisch/Russisch atlete

## Rjo
- Valeri Viktorovitsj Rjoemin (1939-2022), Russisch ruimtevaarder.
- Helena Rjorich (1879-1955), Russisch spiritueel schrijfster, theosofe en reiziger
- Joeri Rjorich (1902-1960), Russisch tibetoloog en sinoloog
- Nikolaj Rjorich (1874-1947), Russisch kunstschilder, filosoof, archeoloog, schrijver en reiziger
- Svetoslav Rjorich (1904-1993), Russisch architect en kunstschilder